# Jean-Christophe Angaut
Jean-Christophe Angaut, né le 9 juin 1976, est maître de conférences en philosophie à l'École normale supérieure de Lyon.
Conférencier et auteur de nombreux textes sur le sujet[pas clair], il est un des spécialistes contemporains de l'œuvre de Mikhaïl Bakounine.

## Biographie
Ses travaux portent sur les courants socialistes, communistes et anarchistes, la philosophie politique et plus particulièrement la pensée de Michel Bakounine, à laquelle il a consacré sa thèse de doctorat.
En octobre 2005, il présente une thèse de doctorat en philosophie à l'Université Nancy-II, sous la direction de Michel Senellart, sur le thème « Liberté et histoire chez Michel Bakounine »,.
De sensibilité libertaire, il est membre du collectif de rédaction de la revue anarchiste Réfractions

### Traducteur
Il est, par ailleurs, l’auteur de la première traduction française intégrale d’un des livres pionniers de la critique des tendances oligarchiques à l’œuvre dans les partis politiques à visée démocratique, publié pour la première fois en 1910 par le sociologue allemand Robert Michels : « Sociologie du parti dans la démocratie moderne. Enquête sur les tendances oligarchiques de la vie des groupes » (Gallimard, 2015).

## Positions critiques

### Libertaire et/ou anarchiste
« Libertaire et anarchiste constituent plutôt les deux faces, positive et négative, d’un même engagement : l’affirmation, d’un côté, que tout doit procéder de la liberté humaine et la promouvoir, le refus, d’autre part, de toute forme de domination ou d’autorité. La dimension sulfureuse du qualificatif « anarchiste » a été renforcée ces dernières années, notamment en France, par son usage policier, dans un contexte où la surveillance et la répression d’une prétendue « mouvance anarcho-autonome » font partie des priorités des institutions de renseignement intérieur. » (2011)

### Action directe
En 2009, il précise que « la notion d'action directe, telle qu’elle est élaborée à la fin du XIXe siècle, désigne une action menée directement par ceux qui sont concernés, indépendamment de toute médiation étatique (par exemple une grève générale expropriatrice, menée par les intéressés et qui consiste à mettre directement en place un autre mode de production, est une action directe ; un assassinat qui prétend défier le pouvoir d’État pour en préparer la conquête n’est pas une action directe). ».

### Spontanéisme
En 2005, parlant du spontanéisme révolutionnaire de Bakounine il le définit comme reposant « sur une conception large de la spontanéité, qui, loin de signifier un mouvement dénué de conscience, inclut au contraire l'action révolutionnaire comme son moteur. La spontanéité signifie négativement le rejet de toute forme de transcendance, idéologique ou politique ; positivement, elle renvoie à la capacité d'une entité à connaître un développement autonome. »

## Publications

### Ouvrages (sélection)
- Bakounine jeune hégélien (La philosophie et son dehors), ENS Éditions, 2007,  (ISBN 978-2-84788-116-5), extraits en ligne.

- La liberté des peuples - Bakounine et les révolutions de 1848, Atelier de création libertaire, 2009, présentation éditeur, [lire en ligne], [lire en ligne].

### Participations à des ouvrages collectifs
- Jean-Christophe Angaut, Daniel Colson, Mimmo Pucciarelli (dir.), Philosophie de l'anarchie. Théories libertaires, pratiques quotidiennes et ontologie, Lyon, Atelier de création libertaire, 2012, présentation éditeur,  (ISBN 978-2-35104-049-2).

- Frank Mintz, René Berthier, Maurizio Antonioli, Gaetano Manfredonia, Jean-Christophe Angaut, Philippe Pelletier, Philippe Corcuff, Actualité de Bakounine 1814-2014, Éditions du Monde libertaire, 2014,  (ISBN 9782915514568)[9].

- Collectif, Michel Bakounine, Les anarchistes : dictionnaire biographique du mouvement libertaire francophone, Éditions de l’Atelier, 2014, [lire en ligne].

- Jean-Christophe Angaut, Jean-Michel Buée, Pauline Clochec, Michèle L'Homme, Emmanuel Renault, Friedrich Engels, Écrits de jeunesse, Tome 1, 1839-1842, le jeune Allemand hégélien, Les Éditions sociales, 2015,  (ISBN 978-2-35367-010-9), (OCLC 991346404).

- Olivier Agard, Françoise Larillot, Max Stirner, L’Unique et sa propriété : lectures critiques, L’Harmattan, 2017.
- Jean-Christophe Angaut, Stirner et l’anarchie pp. 205-223, [lire en ligne].

### Préfaces et annotations
- Michel Bakounine, Considérations philosophiques sur le fantôme divin, sur le monde réel et sur l’homme, Genève, Éditions Entremont,  2011.
  - Introduction, pp. 5-9, [lire en ligne].

- Michel Bakounine, Confession, Le Passager clandestin, 2013, présentation éditeur,  (ISBN 978-2-916952-84-0).
- Thierry Guinhut, L’anarchisme de Bakounine, confession tyrannique ou liberté ?, Contrepoints, 19 septembre 2013, [lire en ligne].

- Michel Bakounine, Principes et Organisation de la Société Internationale Révolutionnaire, Strasbourg, Éditions du Chat Ivre, 2013
- Le Catéchisme révolutionnaire ou le premier anarchisme de Bakounine, [lire en ligne].

### Articles (sélection)
- Le conflit Marx-Bakounine dans l'Internationale : une confrontation des pratiques politiques, Actuel Marx, n˚41, 2007, DOI 10.3917/amx.041.0112, [lire en ligne].

- Carl Schmitt, lecteur de Bakounine, Astérion, 6|2009, [lire en ligne], DOI 10.4000/asterion.1495.

- La fin des avant-gardes : les situationnistes et mai 1968, Actuel Marx, 2009/1, n°45), pp. 149-161, DOI 10.3917/amx.045.0149, [lire en ligne].

- Joseph Favre. Un cuisinier bakouninien ?, Atelier de création libertaire, 14 octobre 2010, [lire en ligne].

- Anarchisme et libéralisme. Une démarcation, École normale supérieure de Lyon, Triangle (UMR 5206), 2011, [lire en ligne][10].

- Conflit, anarchie et démocratie : en repartant de Proudhon, Astérion, 13|2015, [lire en ligne], DOI 10.4000/asterion.2603.

- Bakounine : Lumpenproletariat, canaille et révolution, in Claire Auzias, Trimards - «  Pègre  » et mauvais garçons de Mai 68, Atelier de création libertaire, 2017, pp.286-296, [lire en ligne].

- Critique des parlements et critique de l’intérêt général dans « La théologie politique de Mazzini » de Bakounine, Astérion, 17|2017, [lire en ligne], DOI 10.4000/asterion.3064.
- Jean-Christophe Angaut, "Robert Michels et la critique sociologique des partis, de Foucault à Bourdieu", site Grand Angle libertaire, 20 janvier 2018; en ligne

### Documentaire
- En 2016, il intervient dans le documentaire de Tancrède Ramonet « Ni dieu ni maître, une histoire de l'anarchisme » aux côtés d'une quinzaine d’historiens français, italiens, américains, canadien, espagnols et russes[11] dont Jean-Yves Mollier, Marianne Enckell, Anne Steiner, Normand Baillargeon et Gaetano Manfredonia[12].

### Traduction
- Robert Michels, Sociologie du parti dans la démocratie moderne : enquête sur les tendances oligarchiques de la vie des groupes, Gallimard, 2015[13]